# Dark Mail
Dark Mail — проект, у рамках якого розвивається новий протокол захищеної електронної пошти, заснований на принципі «end-to-end»-шифрування, при якому операції шифрування і розшифровки виконуються тільки на стороні клієнта, а серверні вузли маніпулюють знеособленими зашифрованими наборами даних.
Засновниками проекту виступають такі відомі особистості, як Пилип Цимерман (Philip Zimmermann), автор PGP, Ладар Левісон (Ladar Levison), творець захищеної служби електронної пошти Lavabit, Джон Каллас (Jon Callas), один з розробників протоколу ZRTP, атаки на яких АНБ були безуспішними[джерело?], і Майк Янке (Mike Janke), співзасновник компанії Silent Circle. Головним завданням створення Dark Mail є надання надійного механізму, здатного захистити користувачів від перехоплення листування в умовах отримання спецслужбами доступу до серверного обладнання та серверних ключів шифрування.
Детальна 108-сторінкова специфікація протоколу і набір еталонних бібліотек і програм, що дозволяють підготувати робочі клієнтські і серверні реалізації Dark Mail, були представлені у грудні 2014 на конференції «Chaos Communication Congress» (31C3), як результати більш ніж року роботи над проектом.
Рішення використовувати «end-to-end»-шифрування виникло після усвідомлення беззахисності компаній перед тиском спецслужб, які бажають отримати доступ до ключів шифрування для організації перехоплення зашифрованого трафіку. Системи із забезпеченням шифрування на стороні сервера не можуть забезпечити належний рівень захисту і стоять перед вибором: надати доступ до засобів шифрування, як у випадку зі Skype, або припинити свою роботу, відмовившись надати ключі шифрування, як у випадку з Lavabit. Основною проблемою при використанні звичайної електронної пошти в поєднанні з шифруванням тіла повідомлення з використанням PGP є те, що відомості про одержувача і відправника передаються у відкритому вигляді і зберігаються в логах на поштових серверах, що дозволяє спецслужбам визначити факт обміну повідомленнями.
Для вирішення вище відзначених проблем запропонована мережа пересилання DIME (Dark Internet Mail Environment), яка використовує багатошарову модель шифрування повідомлень і багаторівневу систему управління ключами. Суть системи зводиться до поділу шляхів доставки метаданих про учасників листування і тексту повідомлення. Інформація про нове повідомлення направляється одержувачу через транзитні вузли, а безпосередньо за допомогою P2P-комунікацій, при тому, що саме повідомлення шифрується на стороні користувача і розміщується на сервері в знеособленому вигляді. Ідентифікатор збереженого повідомлення, місце збереження і ключ для розшифровки безпосередньо відправляється одержувачу з використанням протоколу, подібного до XMPP. Всі операції шифрування і відправки повідомлень абстраговані на рівні реалізації протоколу і прозорі для користувачів.

## Виноски
1. ↑  Levison, Ladar. Dark Mail Alliance website. Dark Mail Alliance. Архів оригіналу за 31 грудня 2013. Процитовано 2 січня 2014.
2. ↑  Опубликована реализация и спецификации защищённого протокола электронной почты Dark Mail [Архівовано 5 січня 2015 у Wayback Machine.] // opennet.ru